# باربرا روبرتسون
باربرا روبرتسون (بالإنجليزية: Barbara Robertson)‏ هي مغنية وممثلة أمريكية، ولدت في 1968.

## وصلات خارجية
- باربرا روبرتسون على موقع IMDb (الإنجليزية)
- باربرا روبرتسون على موقع قاعدة بيانات برودواي على الإنترنت (الإنجليزية)
- باربرا روبرتسون على موقع قاعدة بيانات الفيلم (الإنجليزية)